# Watertoren (Wageningen Generaal Foulkesweg)
In Wageningen staat één watertoren. De oude toren uit 1898, die bekend staat als Watertoren Wageningen Belvedère, werd afgebroken na verwoesting door oorlogsgeweld in de Tweede Wereldoorlog. De huidige watertoren, met de bijnaam 'de peperbus", heeft een hoogte van 30 meter en een waterreservoir van 130 m³. Deze toren is ontworpen door architect Th.K.J. (Theo) Koch en is gebouwd in 1948. Hij staat aan de op de Wageningse Berg vlak naast het voormalig stadion van FC Wageningen. Deze toren is te bezoeken tijdens Open Monumentendagen en is tevens een wegwijzer naar Belmonte Arboretum, een aan de Generaal Foulkesweg gelegen bomentuin die in 1954 voor het publiek werd opengesteld en vrij toegankelijk werd.